# Mulher de Azul
Mulher de azul é uma pintura a óleo sobre tela feita em 1904 pelo pintor Paul Cézanne. Está exposta no Museu Hermitage de São Petersburgo.
O quadro, no qual o pintor representou Madame Brémond, a governanta de Cézanne, é um dos últimos retratos de mulheres feitos pelo pintor francês. A modelo usa um vestido azul elegante, apoiado-se numa mesa decorada com cores brilhantes, em harmonia com o resto do quadro e com rasgos onde o pintor colocou ênfase.
A pintura de Cézanne, com os seus tons apelativos e formas conseguidas por meio da cor, antecedeu os estilos fauvista e cubista.